# Idzizlaw Czartoryski
Alexander Titus Idzizlaw prince Czartoryski (né le 4 janvier 1859 à Posen et mort le 24 janvier 1909 à Sielec) est propriétaire d'un manoir et député du Reichstag.

## Biographie
Czartoryski étudie au lycée de Posen et l'université de Cracovie. Il est propriétaire d'un manoir à Sielec près de Jutroschin.
De 1889 à 1893, il est député de la Chambre des représentants prussienne et de 1890 à 1903 du Reichstag pour la 4e circonscription du district de Posen (Buk, Schmiegel, Kosten) avec le groupe parlementaire polonais.